# Хлонь Олександра Іванівна
Олександра Іванівна Хлонь (нар. 25 квітня 1891, Великі Будища — пом. 12 березня 1980, Великі Будища) — українська радянська килимарниця, майстер народного мистецтва з 1936 року.

## Біографія
Народилася 25 квітня 1891 року в селі Великих Будищах (тепер Диканський район Полтавської області, Україна). Навчалася у матері, килимарниці Т. Кононенко. Працювала в артілі імені 14-річчя Жовтневої революції, виготовляла килими з рослинними і геометричними орнаментами. 1936 року брала участь у виставці українського народного мистецтва в Києві, Москві та Ленінграді.
Померла у Великих Будищах 12 березня 1980 року.